# Saint-Sauveur-de-Ginestoux
Saint-Sauveur-de-Ginestoux ist eine Gemeinde im französischen Département Lozère in der Region Okzitanien. Sie gehört zum Kanton Grandrieu und zum Arrondissement Mende. Im nordöstlichen Gemeindegebiet grenzt sie an den Fluss Grandrieu. Die Nachbargemeinden sind La Panouse im Norden, Saint-Jean-la-Fouillouse im Osten, Arzenc-de-Randon im Süden sowie Monts-de-Randon, Estables (Berührungspunkt) und La Villedieu im Südwesten und Westen.

## Bevölkerungsentwicklung
| Jahr      | 1962 | 1968 | 1975 | 1982 | 1990 | 1999 | 2008 | 2018 |
| --------- | ---- | ---- | ---- | ---- | ---- | ---- | ---- | ---- |
| Einwohner | 167  | 136  | 115  | 93   | 81   | 68   | 66   | 57   |